# Self Destruct
"Self Destruct" é uma canção da cantora estadunidense Slayyyter, contida em seu álbum de estreia, Troubled Paradise (2021). Conta com participação do produtor estadunidense Wuki. Foi composta por ambos e produzida por Wuki. A faixa foi lançada em 21 de outubro de 2020, através da gravadora Fader Label, servindo como o primeiro single do disco.

## Videoclipe
O videoclipe oficial estreou em 22 de outubro de 2020, horas depois do lançamento do single. O videoclipe foi dirigido por Munachi Osegbu e produzido por Collin Druz.

## Faixas e formatos
| Download digital |                            |         |  |
| N.º              | Título                     | Duração |  |
| 1.               | "Self Destruct" (com Wuki) | 2:15    |  |

## Histórico de lançamento
| Região | Data                  | Formato(s)                 | Versão   | Gravadora(s) | Ref.        |
| ------ | --------------------- | -------------------------- | -------- | ------------ | ----------- |
| Várias | 21 de outubro de 2020 | Download digital streaming | Original | Fader        | [ 4 ] [ 5 ] |